# Cuevas de Hpo win
Las cuevas de Hpo win, también deletreados como Phowintaung Hpowindaung, Powintaung, o Po Gana Taung) son un complejo de cuevas budistas que se encuentran a unos 25 kilómetros al oeste de Monywa y 10 kilómetros al sureste de Yinmabin, en la localidad de Yinmabin, distrito de Monywa, región de Sagaing, al norte del país asiático de Birmania (Myanmar). Está situado en la orilla occidental del río Chindwin. El nombre del complejo significa «Montaña de la meditación solitaria aislada».
Se trata de un conjunto de cuevas excavadas en la piedra arenisca. El conjunto está formado por 492 grutas / el complejo contiene 947 cuevas grandes y pequeñas ricamente decoradas[cita requerida].
La mayoría de estas cuevas no son naturales sino que han sido excavadas por el hombre. Algunas datan del siglo XV y se han convertido en lugar de peregrinaje por lo que algunas de ellas no pueden ser visitas por los no creyentes. El culto principal en estas grutas está dedicado a la madre protectora o Po Win Shin Tha. 
Se calcula que hay cerca de 2600 estatuas de Buda en las cuevas. Pero no terminan ahí las representaciones de Gautama ya que algunas de las grutas tienen sus paredes cubiertas con pinturas que le representan. Una de las cuevas más destacada es la conocida como cueva del laberinto. Es del siglo XVIII y en ella se encuentran cerca de 70 imágenes de Buda.

## Galería de imágenes

Cuevas de Hpo win - Hpowindaung
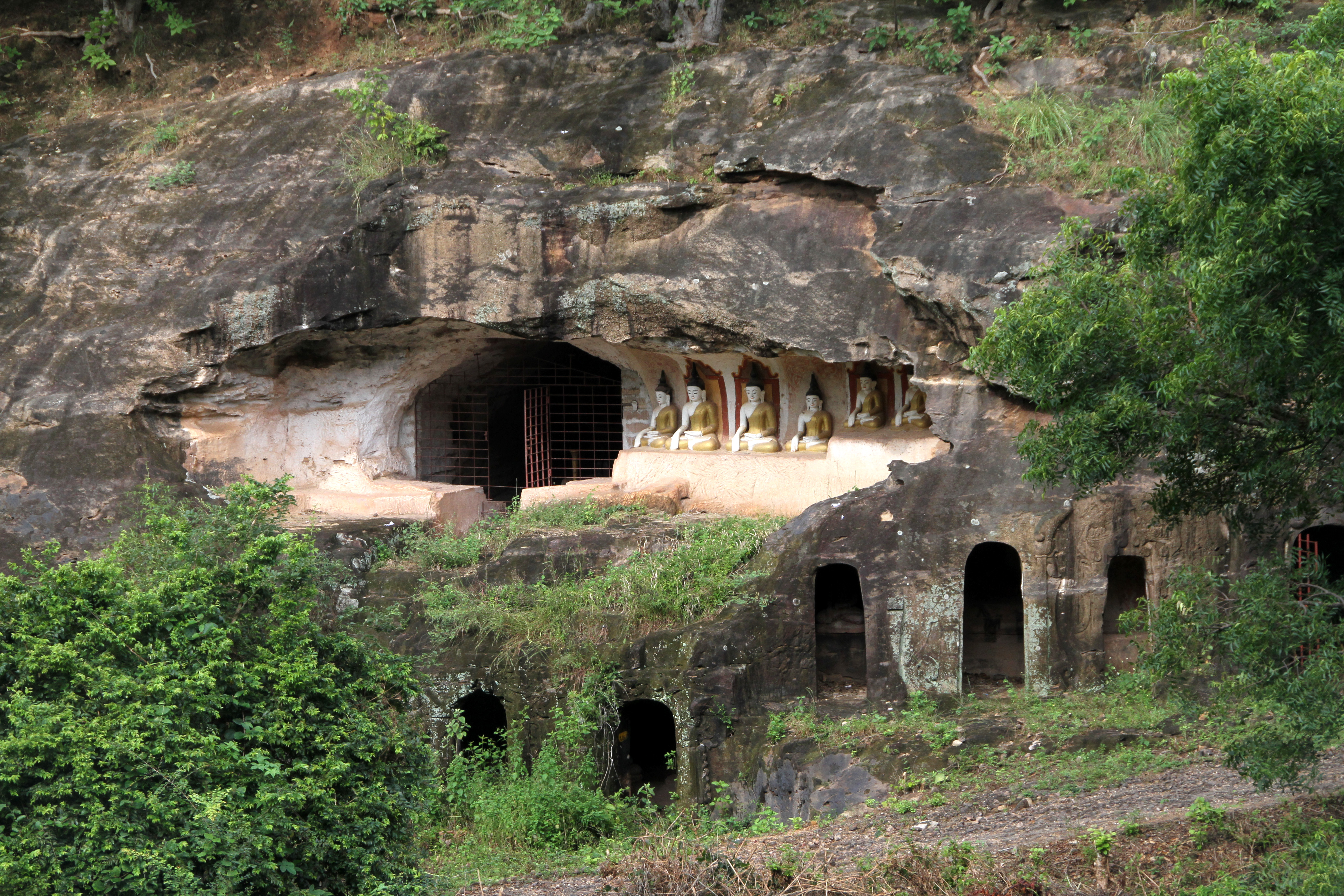
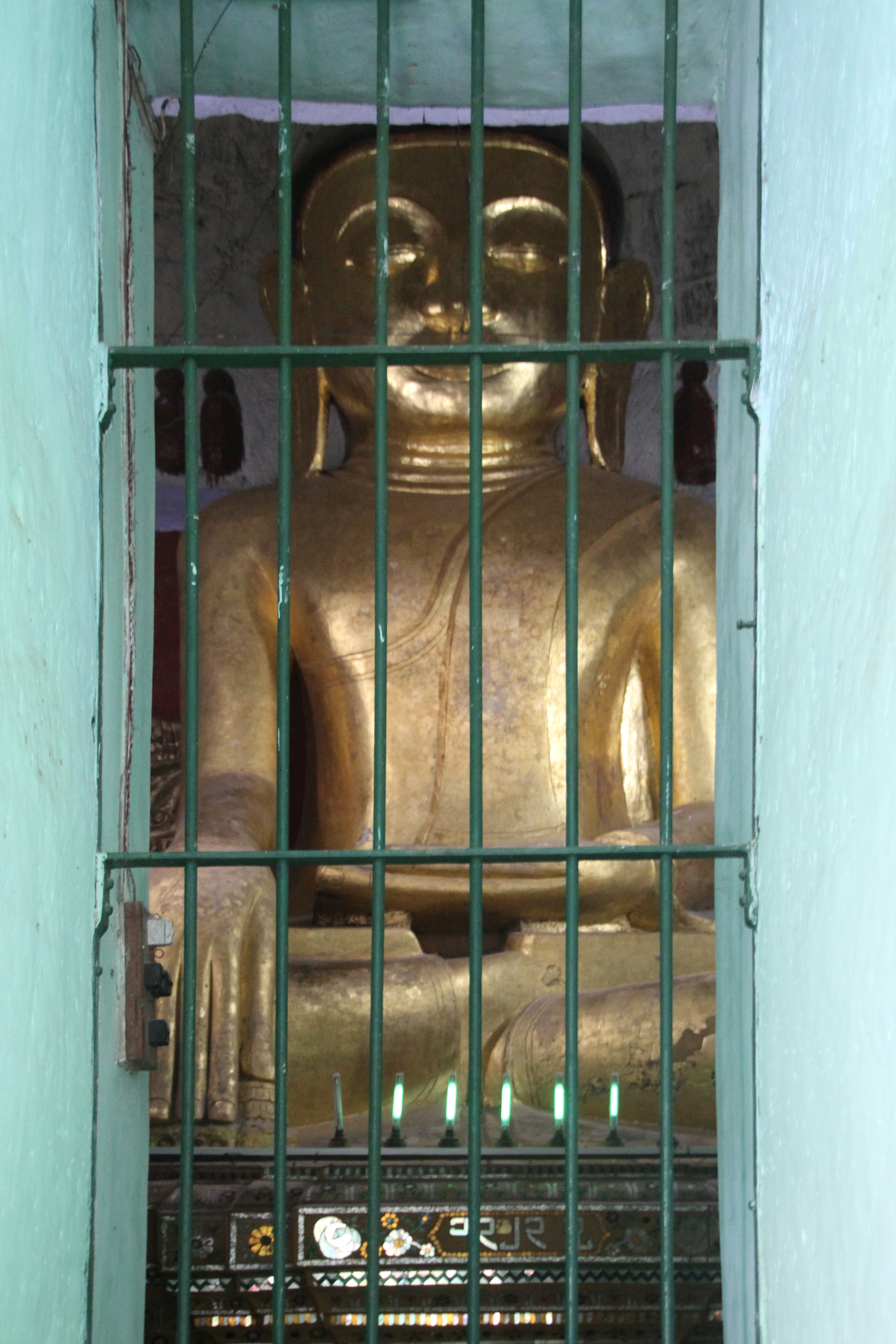
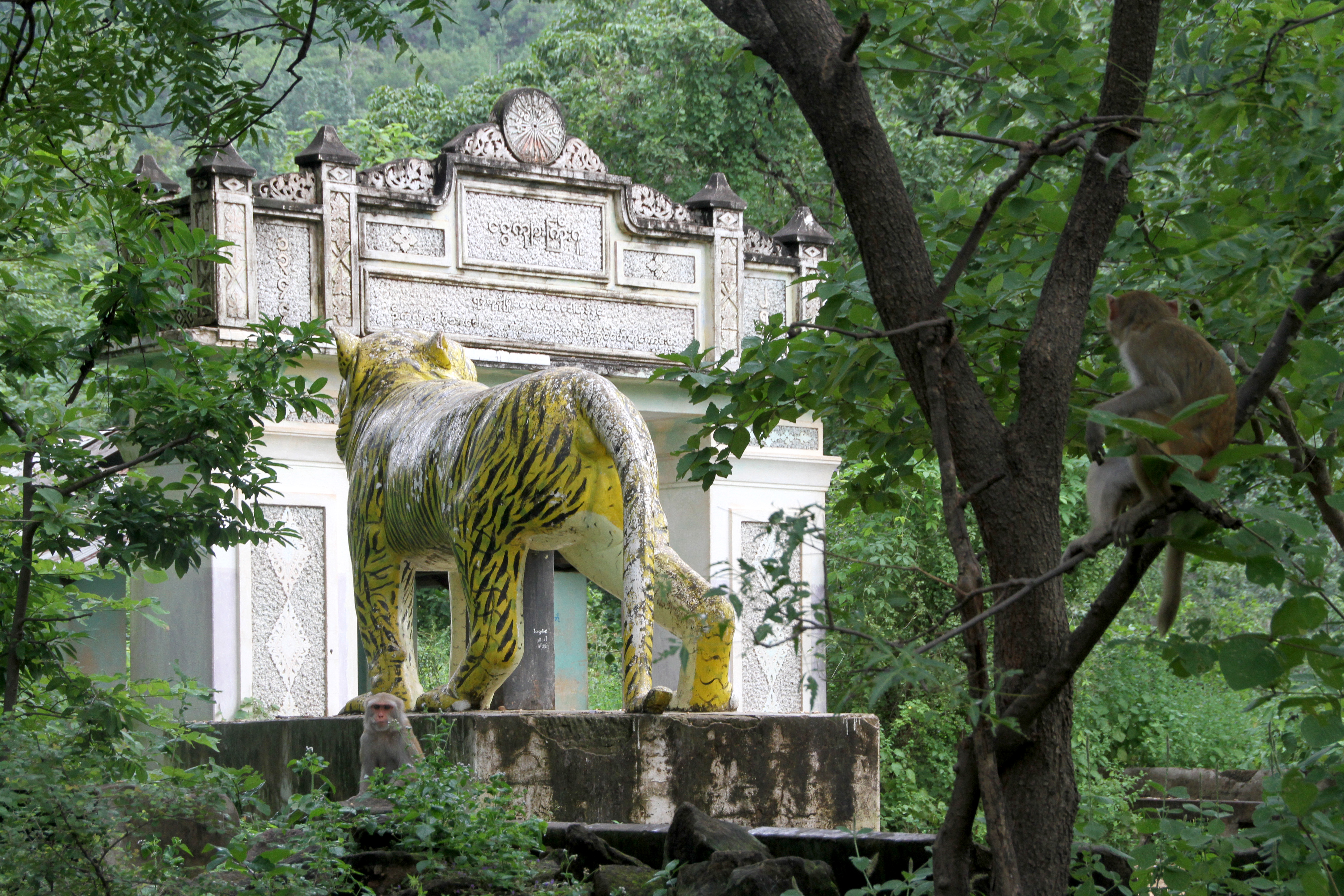
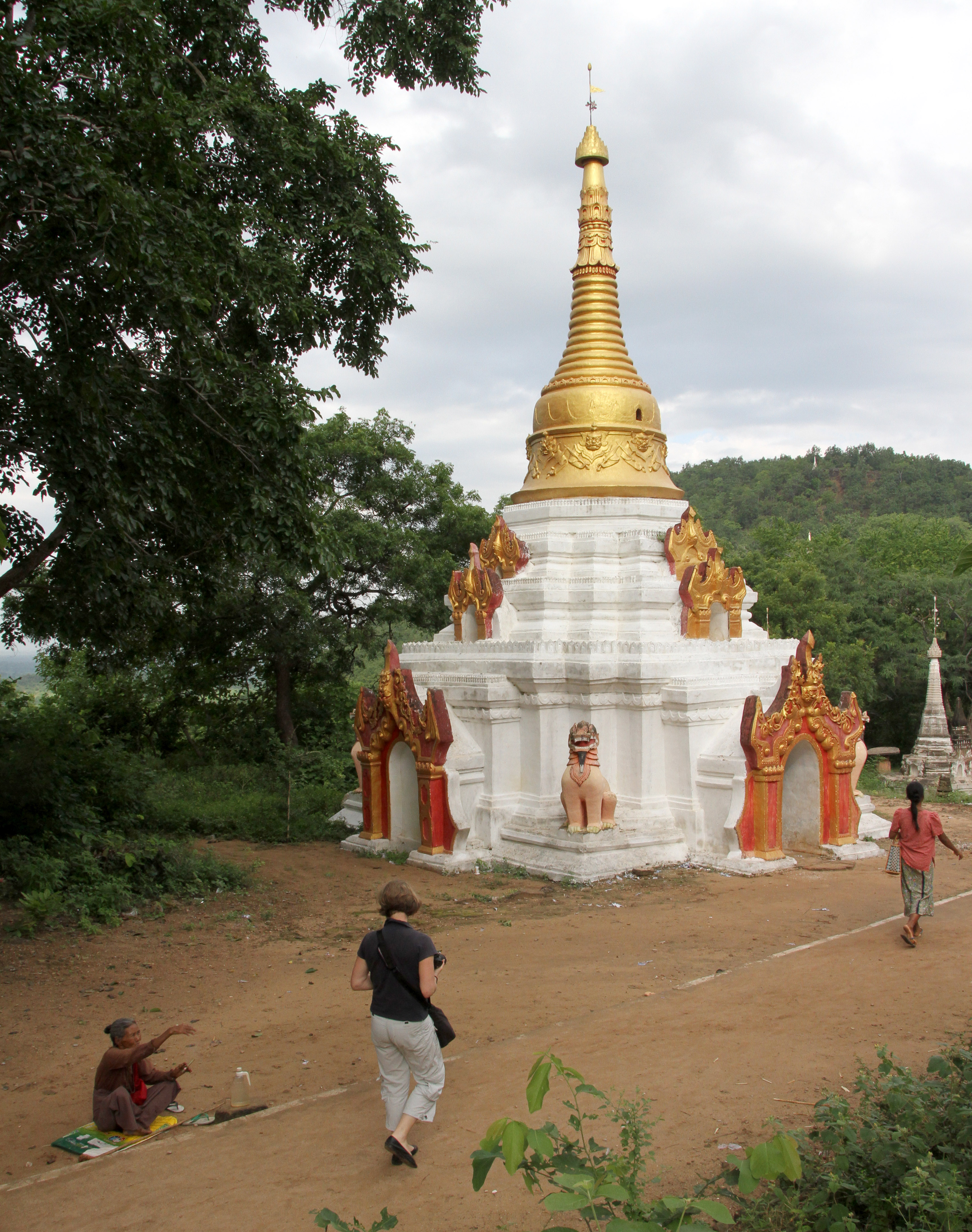
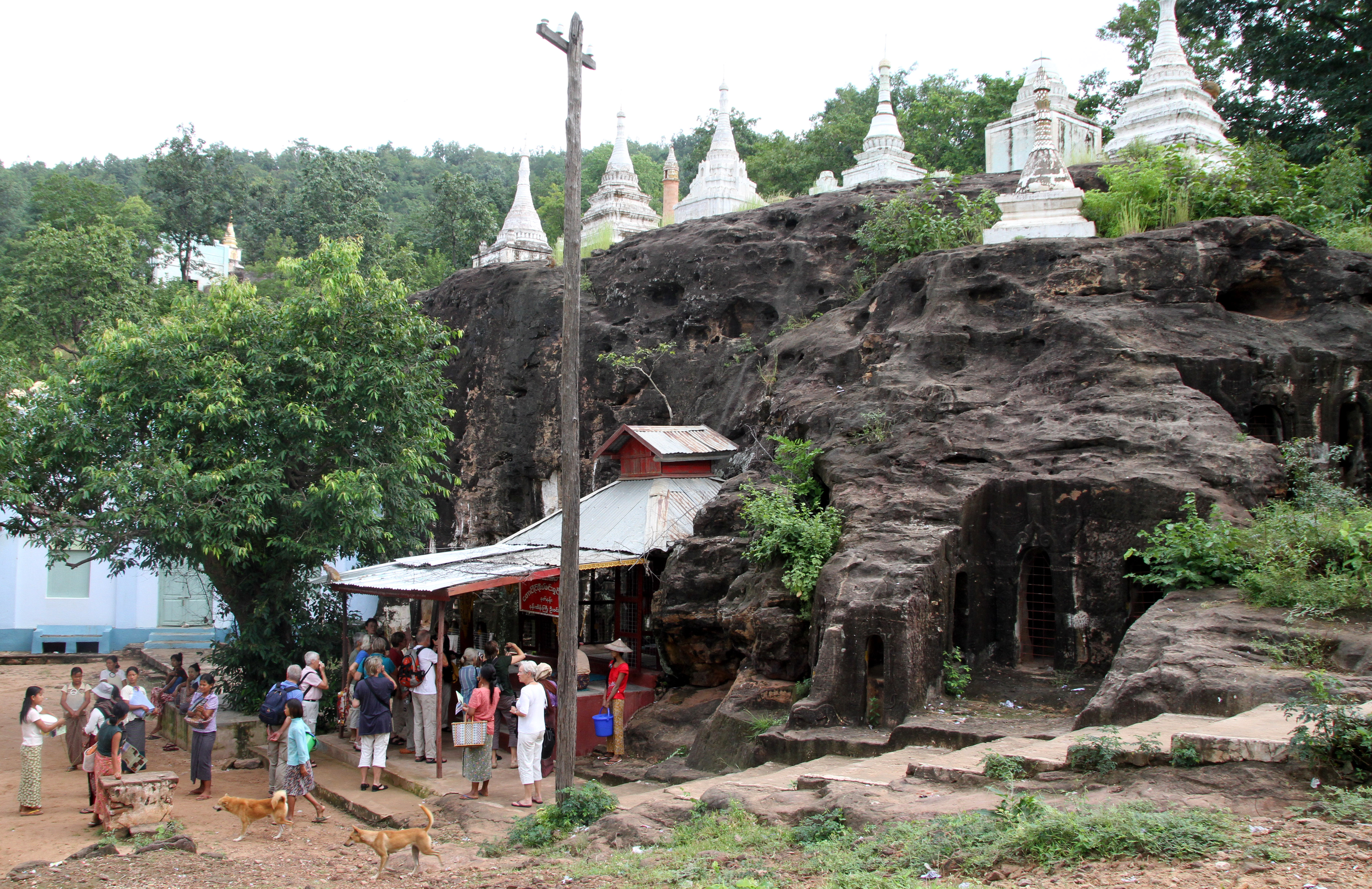
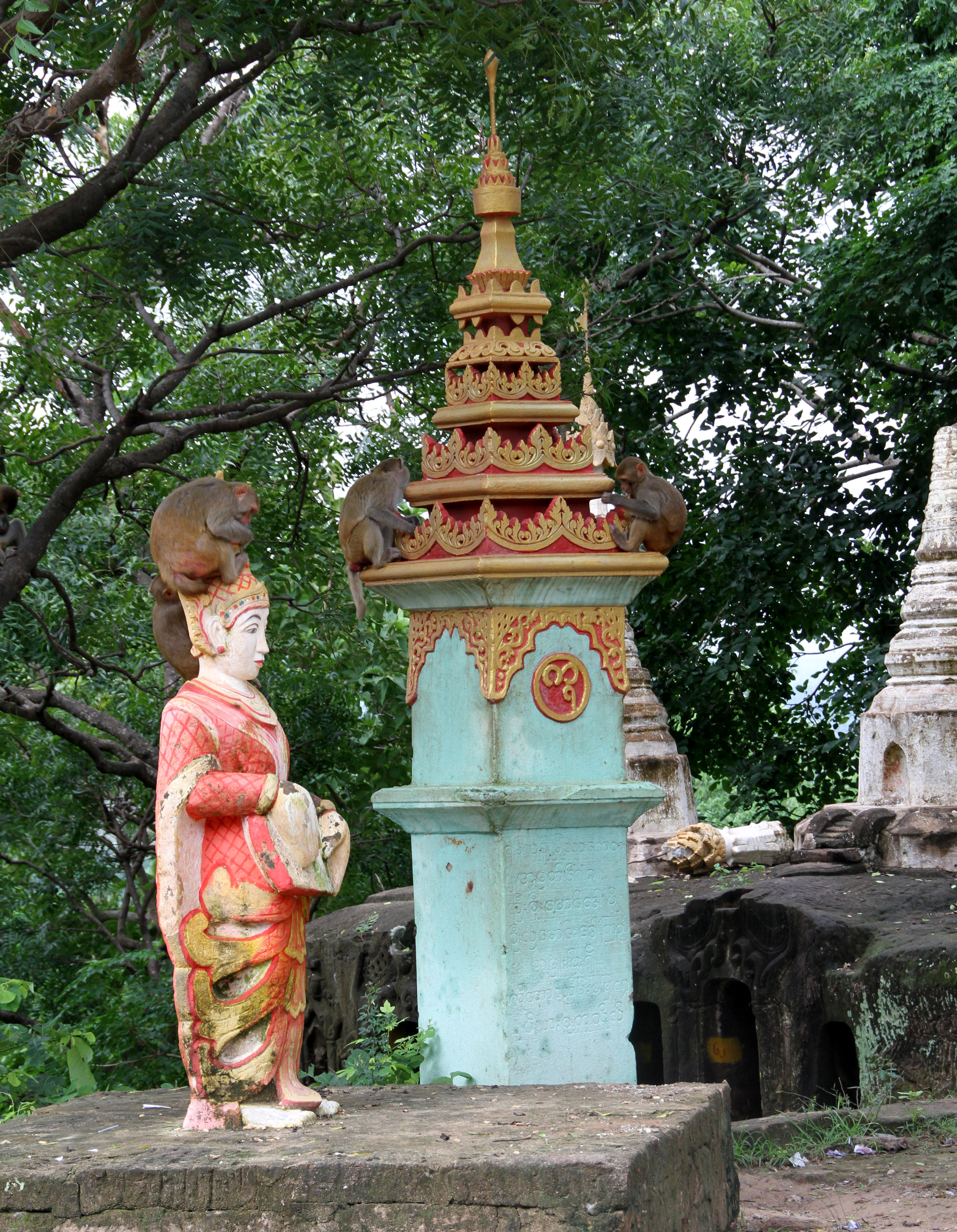
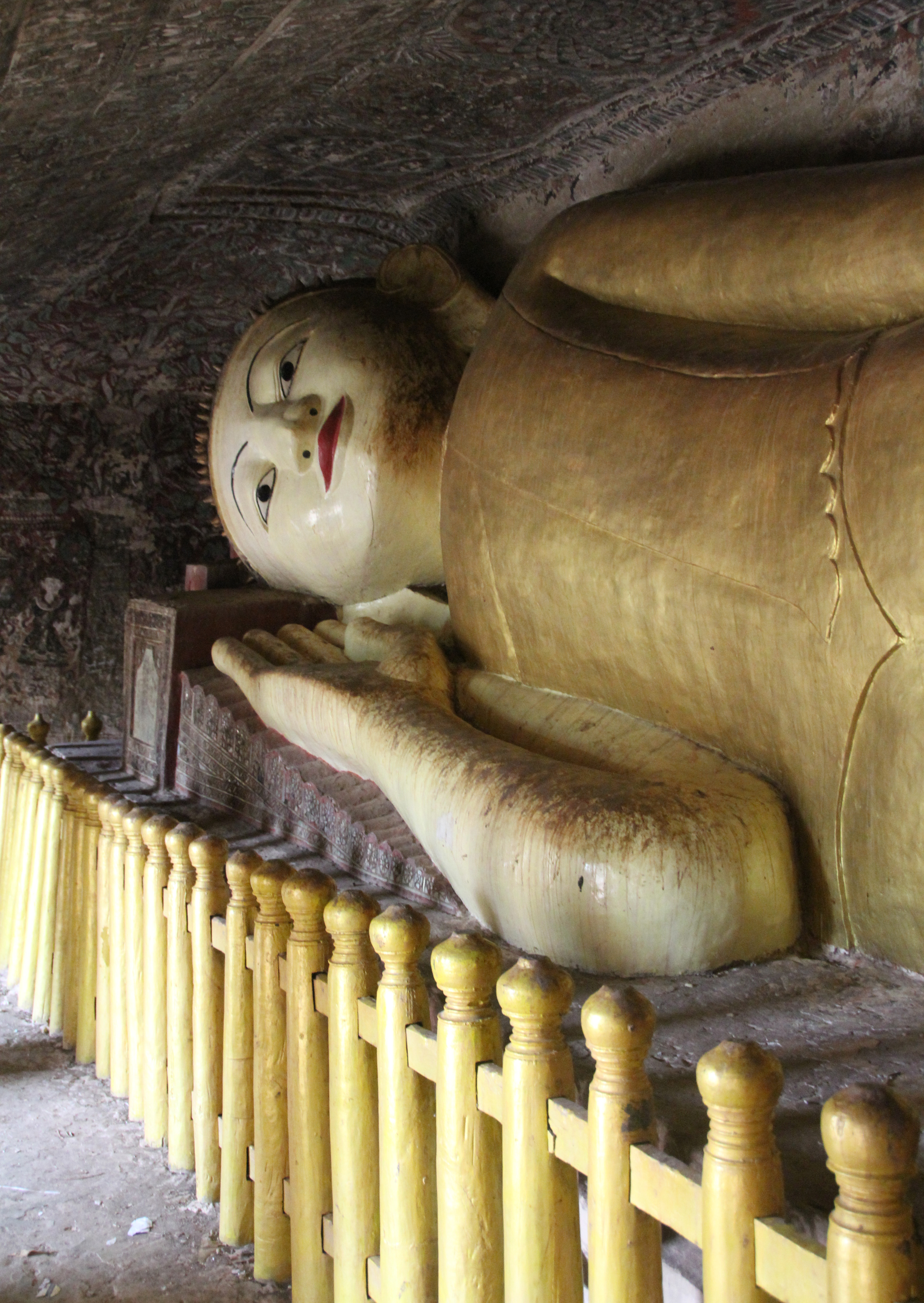
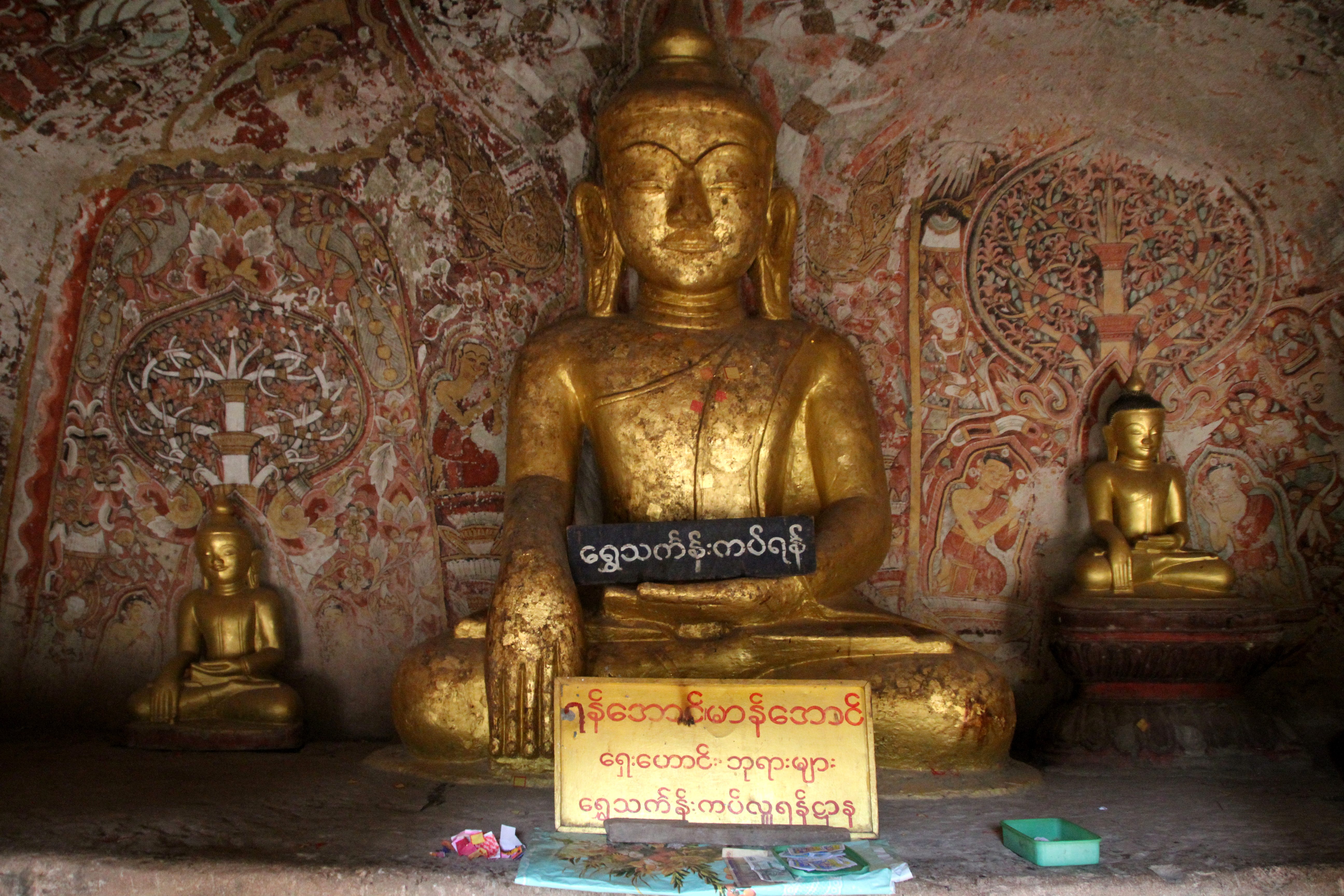
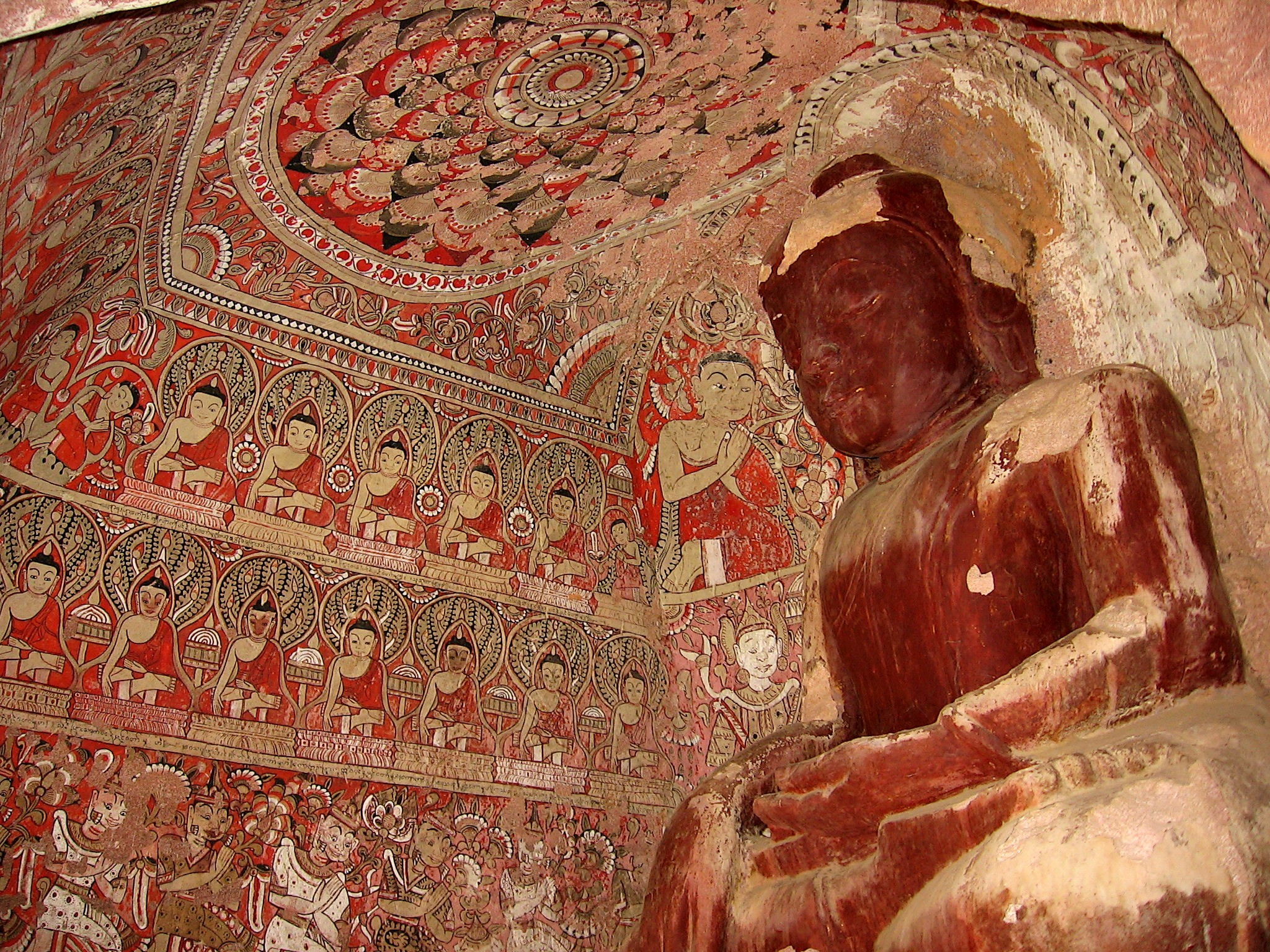
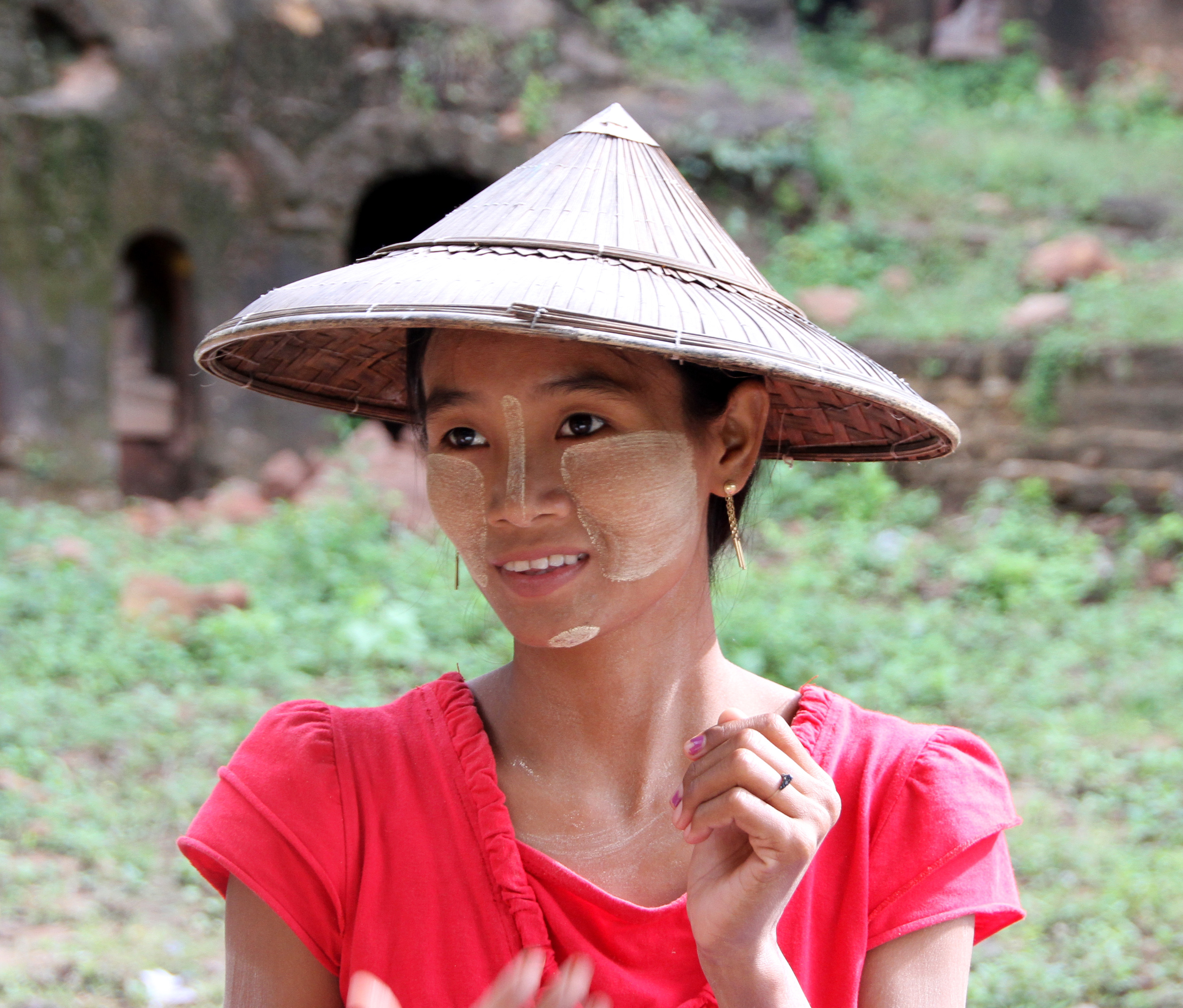